# Demotispa florianoi
Demotispa florianoi là một loài bọ cánh cứng trong họ Chrysomelidae. Loài này được Bondar miêu tả khoa học năm 1942.